# Gmina Rättvik
Gmina Rättvik (szw. Rättviks kommun) – gmina w Szwecji, w regionie Dalarna, siedzibą jej władz jest Rättvik.
Pod względem zaludnienia Rättvik jest 200. gminą w Szwecji. Zamieszkuje ją 10 864 osób, z czego 50,29% to kobiety (5463) i 49,71% to mężczyźni (5401). W gminie zameldowanych jest 150 cudzoziemców. Na każdy kilometr kwadratowy przypada 5,62 mieszkańca. Pod względem wielkości gmina zajmuje 43. miejsce.